# Co den Tex
Jhr. Cornelis Jacob Arnold den Tex (Amsterdam, 4 juni 1889 – De Steeg, 13 november 1965) was tussen 1925 en 1954 burgemeester in twee Nederlandse gemeenten.

## Biografie
Hij maakte deel uit van het adellijke geslacht Den Tex en voerde de titel jonkheer. Na zijn studie rechten werkte Den Tex bij rederij Koninklijke Hollandsche Lloyd. In 1924 trouwde hij met Anna Cornelia barones Bentinck (1902-1989). Uit dit huwelijke werden drie dochters geboren onder wie de later journaliste Ursula den Tex. In 1925 werd hij benoemd tot burgemeester van Diepenheim. Van 1931 tot 1954 was hij – met uitzondering van de bezettingsjaren 1941-1945 – burgemeester van Bloemendaal. Tijdens de Tweede Wereldoorlog besloot hij niet mee te werken met de bezetters, waarna hij ontslagen werd. Hij werd op 24 november 1941 vervangen door NSB-burgemeester J.W. Zigeler, die vanaf 1932 burgemeester was geweest van Oostzaan. Gedurende een periode van twee jaar werd Den Tex als gijzelaar ondergebracht in kamp Sint-Michielsgestel. Na de bevrijding verhuisde het gezin weer naar Bloemendaal, waar Den Tex tot 1954 burgemeester bleef. Bij zijn afscheid werd er een straat naar hem vernoemd: de Burgemeester den Texlaan in de dorpskern Aerdenhout. Tussen 1936 en 1940 was hij voorzitter van de Nederlandse Bond van Vrijwillige Burgerwachten. Daarvoor werd hij op 24 januari 1940 benoemd tot officier in de Orde van Oranje-Nassau.